# カタ屋
カタ屋（カタや）は、昭和30年代後半から40年代に盛んだった露天商のこと。型（カタ）と呼ばれる素焼きの粘土型、それに詰める粘土、着色用の極彩色の粉を子供たちに販売していた。主に公園や空き地で店を開く姿が多く目撃されている。かた屋やねんど屋と呼ぶ地域もあった。

## 概要
粘土型は、動物、乗り物、建物、般若面、漫画のキャラクターなどが多かった。型によって、使用する粘土の量が異なるため、カタ屋は型ごとに5円から200円程度の値段を設定していた。子供は料金を支払って型と粘土を受け取り、型で粘土に形を付ける。同時に、金粉、銀粉、赤・青・緑・黄色・橙色などの色のついた粉も購入し、型取られた粘土に彩色をして楽しんでいた。着色粉の包み紙を貯めて別の粉と交換可能とするなど、運営形態には地域や店により差があった。
カタ屋は子供たちの彩色が終わると、路上もしくはベニア板の上などにその作品を並べさせ、その出来映えを採点して品評会を行いランキングを行う。上位入賞者には点数を書いた紙などを次回の粘土の購入引換券として渡していた。品評会が終わると、子供たちが彩色した粘土は没収されて、露天商は閉店と同時に持ち去ってしまう。コンテストに参加せずに、粘土だけを購入して持ち帰るケースもあった。